# Даурский заповедник
Госуда́рственный приро́дный биосфе́рный запове́дник «Дау́рский» — заповедник в Юго-Восточном Забайкалье, расположен на территории Борзинского и Оловяннинского районов Забайкальского края. Организован 25 декабря 1987 года в основном для охраны птичьих гнездовий.
Степные, озёрно-степные, водно-болотные и лесные ландшафты на юго-востоке Забайкалья. Заповедник состоит из степных озёр Барун-Торей и Зун-Торей и нескольких изолированных озерных и степных участков общей площадью 45 790 га. Заповедные участки окружены охранной зоной площадью 163 530 га. Участков — 9. Центральная усадьба заповедника находится в селе Нижний Цасучей.
Является объектом Всемирного наследия ЮНЕСКО «Ландшафты Даурии», который включает помимо российской, также монгольскую часть даурской степи.

## Климат
Климат резко континентальный, с холодной морозной, малоснежной зимой и жарким сухим летом с большим суточным перепадом температур.
Продолжительность вегетационного периода 120—150 дней, вероятность заморозков сохраняется ещё в первой декаде июня, а заморозки на почве, связанные с осенним похолоданием, могут быть уже во второй половине августа. В 2009 году, в сентябре температура опускалась до −5 °C.

## Флора и фауна
В фауне заповедника насчитывается до 4 видов рыб, 3 видов амфибий, 3 — пресмыкающихся, более 315 видов птиц и 52 вида млекопитающих. Более 100 видов птиц внесены в Красные книги различного ранга. На территории заповедника гнездятся до четырёх видов журавлей — даурский, серый, японский и красавка. Из 52 видов зверей — 3 внесены в Красную книгу России — монгольский сурок, кот манул, антилопа дзерен. Видовой состав и численность животных на территории заповедника, его охранной зоны, очень сильно зависят от состояния водно-болотных угодий Торейских озёр и иных водоёмов. Крупнейшие из озёр, Торейские, подвержены циклам высыхания-обводнения; так, оба высохли полностью в 2017 году. Территория заповедника — основное место размножения и постоянного обитания дзерена в России. С 1994 года проводится учёт численности дзерена. На сентябрь 2011 года насчитывается 3600—3800 особей этой сибирской антилопы.
Большинство видов — типично степные обитатели. Из млекопитающих лишь на Лесо-степном и Адон-Челонском участках и в подведомственном заказнике «Цасучейский бор» встречаются таёжные виды — красная полевка, восточноазиатская мышь, белка. Хотя основу населения сосняков тоже составляют виды открытых пространств — степей и лугов.
Список млекопитающих включает даурского ежа, 4 вида землероек-бурозубок, 6 видов рукокрылых, даурскую пищуху и 2 вида зайцев, 23 вида грызунов, хищников семейств собачьих (4 вида), куньих (6 видов), кошачьих (2 вида), парнокопытных (4 вида). Некогда территорию, где располагается заповедник, населяли ныне исчезнувшие кулан и горный баран (аргали).
Из насекомых наиболее хорошо изучены чешуекрылые или бабочки; всего в Даурском заповеднике зарегистрировано 1096 видов этой группы.
Список сосудистых растений заповедника в настоящее время насчитывает 446 видов. Заповедник сохраняет более 28 видов растений, внесённых в региональную Красную книгу, а 3 — в российскую.
Заповедник подчинен Министерству природных ресурсов РФ. В 1994 году было подписано Межправительственное соглашение о создании международного заповедника «Даурия» на базе заповедников «Даурский» (Россия), «Монгол Дагуур» (Монголия) и «Озеро Далай» (Китай).
C 1997 года входит в число биосферных резерватов ЮНЕСКО.
Во время 41-й сессии в 2017 году ЮНЕСКО признала «Ландшафты Даурии», совместный с Монголией объект, Всемирным наследием.